# Bomba de arrasto molecular
Uma bomba de arrasto molecular é um tipo de bomba de vácuo que utiliza o arrasto das moléculas de ar contra uma superfície rotativa. O subtipo mais comum é a bomba Holweck, que contém um cilindro giratório com ranhuras em espiral que direcionam o gás do lado de alto vácuo da bomba para o lado de baixo vácuo da bomba. O projeto mais antigo da bomba Gaede é semelhante, mas é muito menos comum devido a desvantagens na velocidade de bombeamento. Em geral, as bombas de arrasto molecular são mais eficientes para gases pesados, de modo que os gases mais leves ( hidrogênio, deutério, hélio ) constituirão a maioria dos gases residuais deixados após o funcionamento de uma bomba de arrasto molecular.